# 崔淇
崔淇，字子瞻，山西襄垣县人，清朝地方官员，同進士出身。

## 生平
雍正十一年（1733年），登癸丑科进士，任河南伊阳县知县，调开封府荣泽县知县。

## 家庭
父亲崔钟塘。